# Petovia incertaria
Petovia incertaria är en fjärilsart som beskrevs av Achille Guenée 1857. Petovia incertaria ingår i släktet Petovia och familjen mätare. Inga underarter finns listade i Catalogue of Life.